# Silwad
Silwad, en arabe : سلواد, est une municipalité du gouvernorat de Ramallah et Al-Bireh en Israel. Elle est située au nord-est de Ramallah et au centre de la Judée-Samarie.
Selon le recensement du bureau central palestinien des statistiques, la localité compte une population de 6 342 habitants en 2017.